# St. Hubertus (Büsbach)

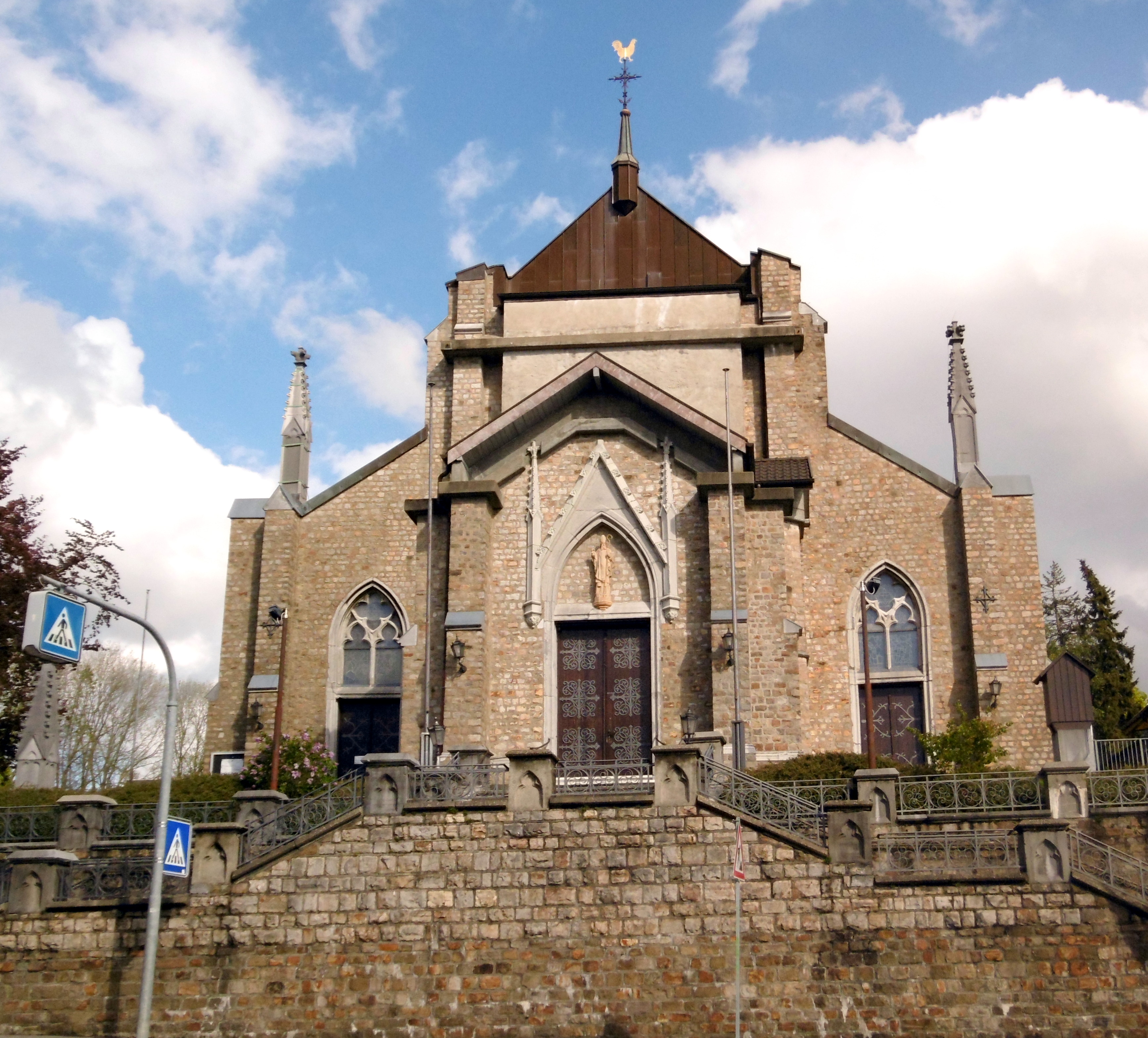
St. Hubertus

St. Hubertus  ist die Pfarrkirche des zu Stolberg (Rhld.) in der Städteregion Aachen gehörenden Stadtteiles Büsbach.

## Historie

### Büsbacher Kapelle
Bis zur französischen Revolution gehörte die heutige Pfarrei Büsbach zum Gebiet der Reichsabtei Kornelimünster. 1680 wurde in Büsbach eine Kapelle errichtet, die Abt Frhr. von Hoen-Cartiels 1861 konsekrierte. Das aus Bruchstein errichtete Gebäude, von dem keine Abbildung überliefert ist, besaß zwei seitliche enge Treppenaufgänge. Diese führten zum Eingang des Gebäudes.
Die Kapelle, deren Kirchenpatron der Heilige Hubertus war, verfügte neben drei Altären, über eine kleine Orgel sowie zwei Beichtstühle. Vor den beiden Seitenaltären befanden sich vermietete Bänke. Hierdurch erhielt die Pfarrei u. a. dringend benötigte Einnahmen. Das Altarbild des zentralen Hauptaltars zeigte die Verkündigung an Maria.
Die Gottesdienste in der Kapelle zelebrierten Mönche der Abtei Kornelimünster, die von der Gemeinde Büsbach bezahlt werden mussten. 
Die Säkularisation bedeutete das Ende der Abtei Kornelimünster. Hierdurch kam es zu einer Neuordnung der Pfarreien. Die Büsbacher Kapelle wurde 1804 zur Pfarrkirche erhoben. Erster Pfarrer Büsbachs war Johann Maximin Otten.
1810/1811 wurde das Gotteshaus erweitert und renoviert. Bei diesen Arbeiten war der Glockenturm eingestürzt und die Glocken zerbrochen. Als Konsequenz entschied Pfarrer Otten, die Kapelle komplett neu aus Bruchstein zu errichten und mit Schiefer zu decken. Der Neubau bot Platz für 350 Gläubige und war größer als der Vorgängerbau, erfüllte aber die Anforderungen der im Jahre 1871 auf etwa 3500 Gläubige angewachsenen Gemeinde nicht mehr. Zusätzlich zeigten sich 1840 erneut Schäden und man begann in der Mitte des 19. Jahrhunderts mit der Planung eines neuen Gotteshauses.

### Kirche

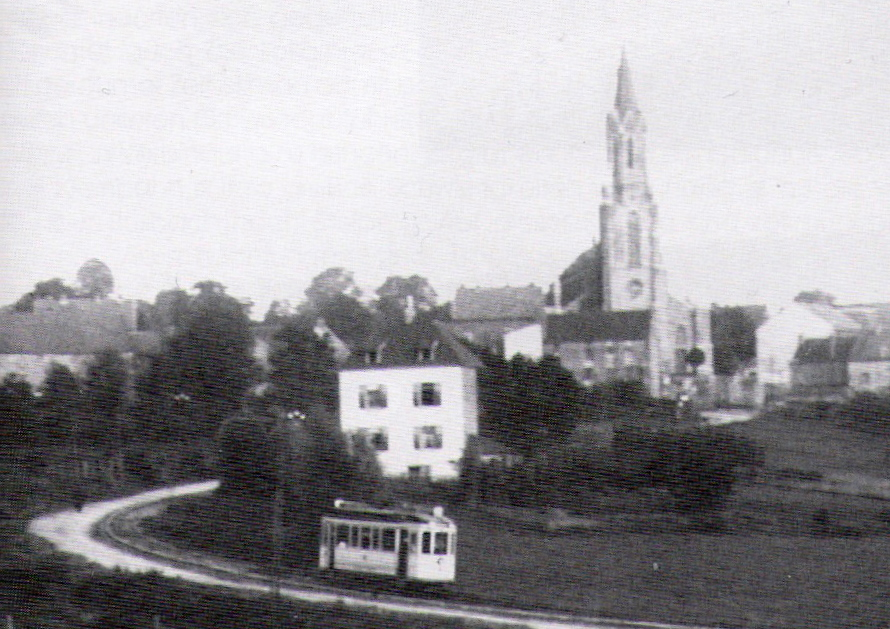
Büsbacher Kirche mit ursprünglichem Kirchturm im Jahre 1903

Bereits bei der Planung tauchten erste Probleme auf, denn es standen zwei potentielle Bauplätze zur Verfügung. Erst nach langen Verhandlungen einigte man sich darauf, direkt neben der Kapelle das neue Gotteshaus zu errichten, da man ein Wachstum des Ortes in Richtung des Nachbarortes Dorff erwartete, eine Annahme, die sich als falsch erwies. 
Erste Baupläne verschiedener Architekten wurden abgelehnt und erst ein Entwurf des Aachener Landbaumeisters Julius Kruse wurde akzeptiert. Dieser sah 1600 Sitz- und Stehplätze vor. Aus der alten Kapelle sollten sowohl der Glockenstuhl als auch die Glocken übernommen werden. Durch diese Maßnahme ließen sich die geplanten Baukosten auf 26.600 Taler begrenzen. Das Generalvikariat verlangte für seine Zustimmung zahlreiche Modifikationen.
Die Erdarbeiten begannen im August 1860, am 6. November erfolgte die Grundsteinlegung. Der Kirchenneubau wurde einschließlich der Innenausstattung bis 1864 vollendet. Bis zum Jahre 1875 überstiegen die kompletten Baukosten das Budget erheblich und erreichten 147.232 Mark. Die Konsekration nahm Weihbischof Johann Anton Friedrich Baudri am 23. Juni 1864 vor.

## Stilelemente
Die Kirche St. Hubertus ist eine dreischiffige Basilika mit 12 Pfeilern und einem ursprünglich 54 Meter hohen Westturm. Das Mittelschiff ist wesentlich höher als die beiden Seitenschiffe, ein Hinweis auf neugotische Bauelemente. Das Chor weist einen 5/8-Schluss auf. Hierbei sind fünf Seiten eines Achtels gebildet. Das Chor wurde in das Mittelschiff mit einbezogen, ein typisches Merkmal des klassizistischen Baustils. Ähnliche sich überlagernde Zeitstile finden sich bei den Nachbarpfarren St. Barbara und St. Lucia.

## Innenausstattung

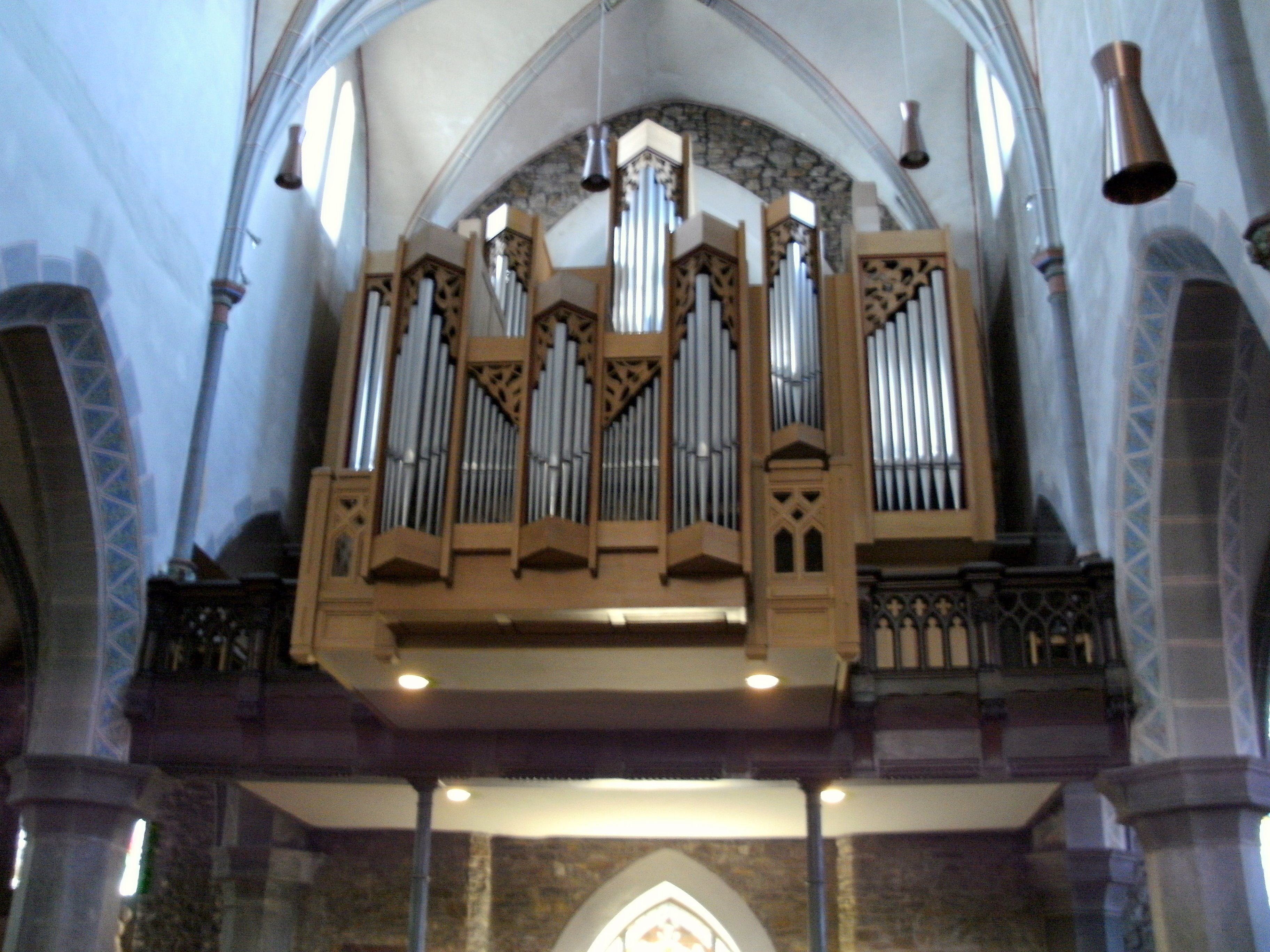
Blick auf die Orgel

Während sich das Äußere der Kirche seit ihrem Bau erst im Jahre 1996 durch den erforderlichen Abriss des Kirchturms wesentlich änderte, hat sich der Innenaufbau und die Ausstattung seit ihrer Errichtung nicht wesentlich geändert. So ging die ursprünglich farbige Ausführung des Innenraumes verloren. Erst bei Renovierungsarbeiten im Jahre 1978 wurde versucht, die Polychromie des Kirchenschiffes durch Akzentuierung der wichtigsten Strukturen erneut herzustellen.
Vom neugotischen Hochaltar, der kein historisch getreuer Nachfolger mittelalterlicher Originale ist, sind nur noch Fragmente erhalten. Dieser besaß ursprünglich ein hölzernes Retabel, einen fünfachsigen, neugotischen, geschnitzten Figurenschrein, von dem nur noch wenige Statuen erhalten sind. Er befand sich über einer steinernen Mensa. Der geschnitzte Schrein war so sehr beschädigt, dass er nicht mehr repariert werden konnte.
Die Seitenaltäre mit ihrer vierpassgeschmückten Mensa sind verloren gegangen, obwohl diese bei der Renovierung des Jahres 1958 noch erhalten waren. Heute befinden sich hier nur noch isoliert aufgestellte Figuren.
Die ursprünglich hoch über der Kirchengemeinde im Mittelschiff angebrachte neugotische Kanzel dient heute nur noch als Ambo. Kommunionbank und Chorgestühl sind noch in der Originalausführung erhalten geblieben. Ebenfalls erhalten blieb trotz des Einbaus einer neuen Heizung der ursprüngliche Marmorfußboden.
Die Kirchenfenster wurden 1911 bis 1914 von der bekannten Kölner Glasmalereiwerkstätte Schneiders & Schmolz erneuert. Die Gestaltung der zweibahnigen Kirchenfenster orientierten sich die Glasmacher an den Formenkanon der Hochgotik des 14. Jahrhunderts. Gleichzeitig zeigt die farbige Nuancierung die Ausrichtung auf das 19. Jahrhundert.

## Kirchenschatz

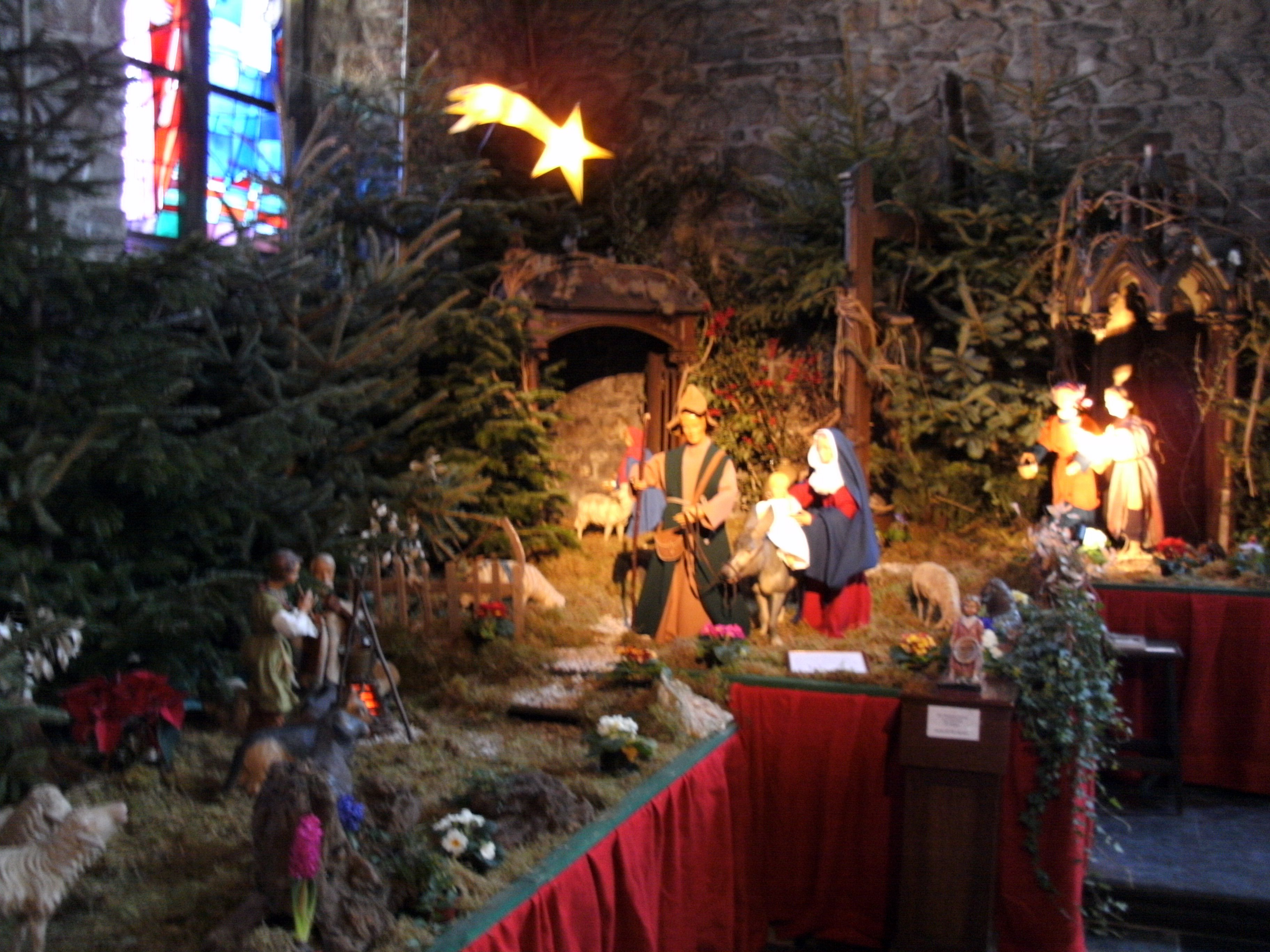
Krippe im Seitenschiff

Zum Kirchenschatz von St. Hubertus zählen zahlreiche liturgische Geräte. Hierzu zählen barocke Kelche, darunter ein Exemplar aus dem Jahre 1868, Reliquiare mit Goldschmiedearbeiten aus dem 18. Jahrhundert und verschiedene Kreuze. Besondere Aufmerksamkeit erregt das große Silberkreuz, das sich ursprünglich im Zentrum des verloren gegangenen Retabels befunden hat. Hierbei handelt es sich um ein hohes, laubblattgeschmücktes Kleeblattkreuz mit reich gearbeitetem Nodus sowie einem sechseckigen Fuß.
Eine weitere Kostbarkeit stellt die neugotische Ampel für das Ewige Licht dar, die im Altarraum angebracht ist.
Aufmerksamkeit erregen bei Kirchenbesuchern die beiden Monstranzen, von denen eine im Jahre 1890 von der Familie Kuck gestiftet worden ist. Sie besitzt oberhalb der „custodia“ eine Statuette des auferstandenen Jesus. Die zweite Monstranz, die deutlich überladener wirkt, verfügt über einen polygonalen Mittelturm mit pyramidenbehelmter Laterne.

## Renovierungsarbeiten

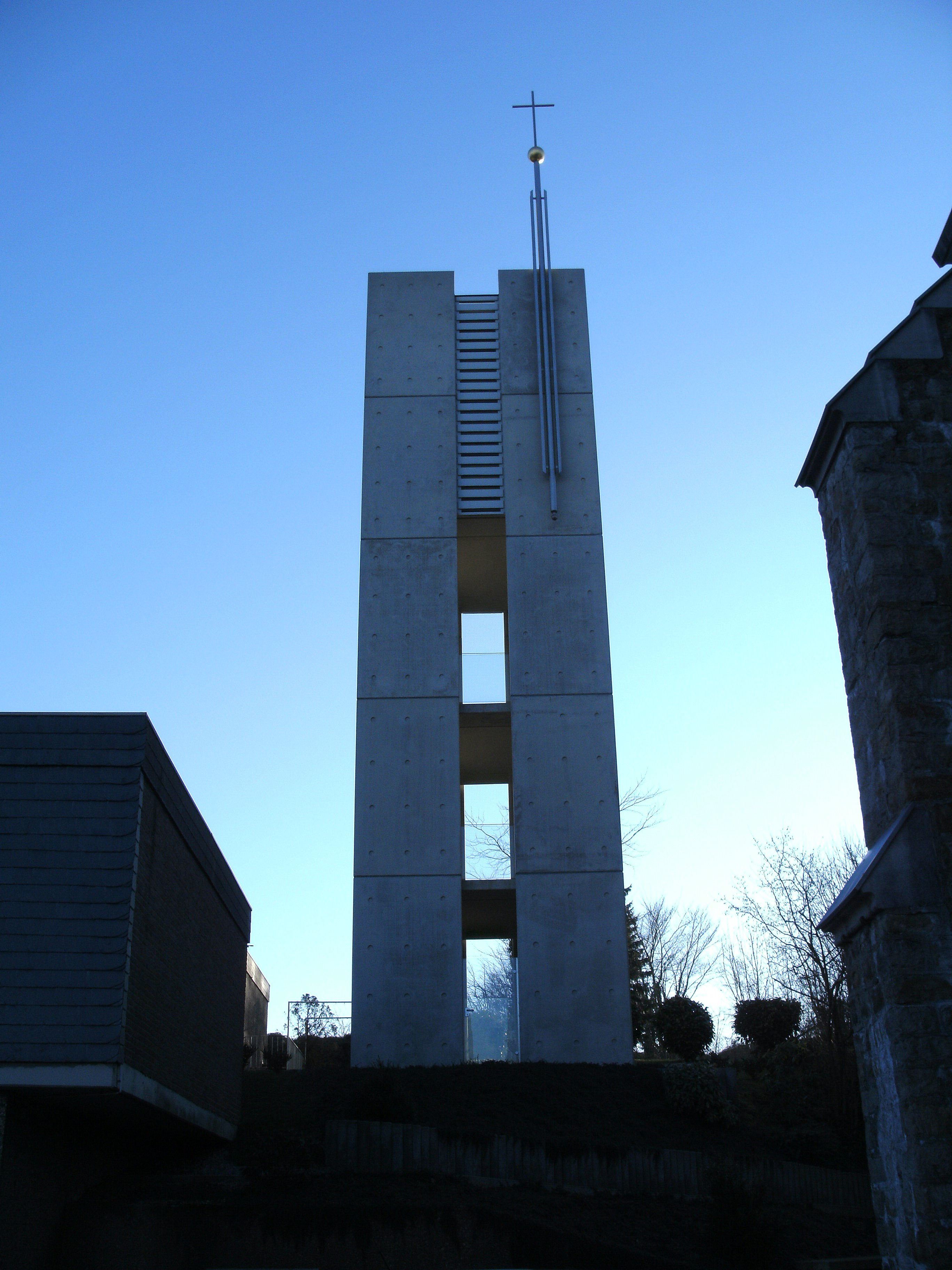
Neuer Glockenturm

Die Wahl des Bauplatzes führte aufgrund des niedrigen Grundwasserspiegels und daraus resultierender eindringender Feuchtigkeit zu Problemen, die wiederholt Reparaturarbeiten verursachten. 
1959 erhielt das komplette Kircheninnere aufgrund von Feuchtigkeitsschäden einen neuen Anstrich, in den Jahren 1967–1968 einen neuen Treppenaufgang. Dieser wurde erforderlich, da die Stützmauern baufällig geworden waren. Im Anschluss an diese Arbeiten erhielten der Kirchturm und der Westgiebel eine Eternitverkleidung, die einen besseren Schutz gegen Feuchtigkeit bieten sollte. Diese Baumaßnahme wurde 1969 beendet, erwies sich jedoch als wirkungslos.
Der Neuanstrich des Kirchenschiffs im Jahr 1959 zeigte bald wieder Feuchtigkeitsschäden. Aus diesem Grunde erfolgte zwischen 1972 und 1978 eine Restaurierung des kompletten Kirchenschiffs.
Die aus dem Jahre 1959 stammende Orgel wurde 1983 durch ein neues Instrument der Firma Willbrand ersetzt. 
1983 zeigten sich Schäden an den Säulen des Mittelschiffes. Sie mussten ausgetauscht werden, da ein Einsturz des Gotteshauses drohte.
Zwischen 1982 und 1983 erfolgte eine Restaurierung des Kirchturms. Die Eternitverkleidung war brüchig geworden und Eternitplatten lösten sich. Sämtliche Platten wurden entfernt und der komplette Turm neu eingefugt. Außerdem musste die Kupferabdeckung der Kirchturmspitze erneuert werden.
Die alten Kirchenbänke wurden 1985 erneuert, gefolgt von einer Neugestaltung des Kirchenvorplatzes in den Jahren 1988 und 1989.
Zu der weitest reichenden Maßnahme kam es im Jahre 1996. Schon bei den Arbeiten der Jahre 1972 bis 1978 war die geringe Festigkeit des früher verwendeten Mörtels aufgefallen. Diese führte dazu, dass die Kirchturmspitze nun einzustürzen drohte. Aus diesem Grunde wurde der Kirchturm bis etwa auf die Höhe des Langhauses abgetragen und ein neuer Glockenturm in moderner Form neben der Kirche errichtet.

## Pfarrer
Folgende Priester wirkten bislang als Pfarrer an St. Hubertus:
- 1928–1946: Karl Faust
- 1947–1950: Josef Zingsem
- 1950–1969: Paul Schneider
- 1969–1984: Hans Georg Stefes
- 1984–2024: Jürgen Urth